# Maison en kit

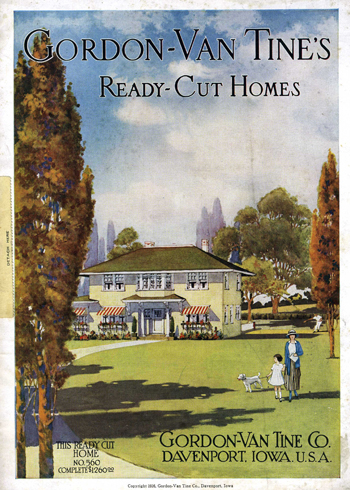
Publicité de 1916 pour une maison en kit

La maison en kit, aussi connue sous les noms de maison préfabriquée, maison sur catalogue, maison prédécoupée, maison prête à l'emploi, est un type de maison préfabriquée en bois. Il était un type de maison populaire aux États-Unis et au Canada au début du XXe siècle, où plus de 100 000 maisons en kit furent bâties entre 1908 et 1940. Les fabricants de maisons en kit vendaient des maisons dans de nombreux styles différents, allant du simple bungalow à l'imposante maison coloniale, et fournissaient à un prix fixe tous les matériaux nécessaires à la construction d'une maison, à l'exception généralement de la brique, du béton ou de la maçonnerie (comme ceux nécessaires à la pose des fondations).
La plupart des maisons en kit ont fait usage de la technique construction à ossature croisée dite « balloon frame ». Cet type de construction utilise des montants d'ossature de section réduite issus de résineux, quand la charpente classique européenne employait des poteaux et des poutres massifs généralement en chêne. La charpenterie classique aux États-Unis disparait, supplantée par cette technique. Les éléments d'ossature sont en outre désormais assemblés par clouage, ce qui évite de devoir mettre en œuvre les assemblages savants de la charpenterie classique.
The Aladdin Company, de Bay City au Michigan, parfois appelée Aladdin Readi-Cut Houses, est la première à proposer une véritable maison en kit dès 1906, composée de pièces prédécoupées et numérotées, vendue par correspondance.

## Conception

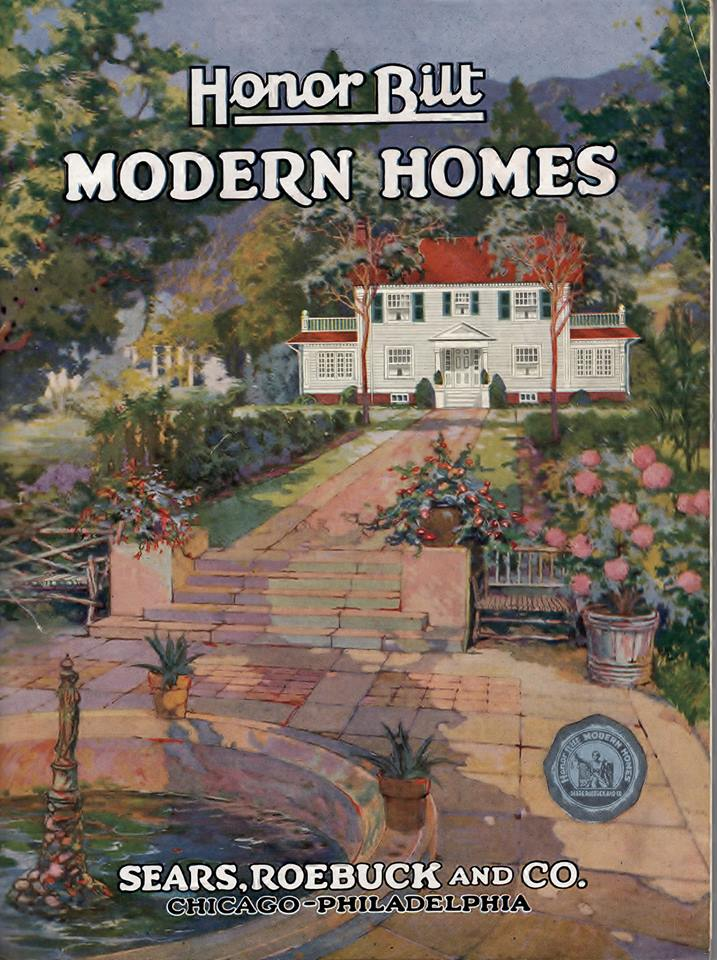
Publicité de 1922

Contrairement aux maisons modulaires, qui sont construites en sections dans une usine, dans une maison en kit, chaque pièce de bois séparée était expédiée déjà numérotée et coupée pour s'adapter à sa place particulière dans la maison, éliminant ainsi le besoin de mesurer et de couper, ainsi que la perte de temps (surtout à l'époque où les outils électriques n'existaient pas ou peu) et de matériaux. Ainsi, les fabricants de maisons en kit prétendaient faire économiser au client jusqu'à 30 à 40 % par rapport aux méthodes de construction traditionnelles]. Cette description par le chercheur Dale Wolicki de la fabrication de maisons en kit par la Gordon–Van Tine Company Historic District (en) était typique des efforts d'autres sociétés de maisons en kit également : 
« Toutes les conceptions ont été standardisées afin de maximiser l'efficacité et de réduire le gaspillage de matériaux et de main-d'œuvre. Le bois et la quincaillerie étaient achetés en gros. Les usines disposaient d'employés qualifiés et de machines spéciales pour couper les pièces difficiles comme les chevrons et les escaliers. Le bois était prédécoupé à la longueur voulue, garanti, prêt à être cloué et étiqueté pour faciliter l'assemblage. Les solives de plancher et les ponts, le sous-plancher, le plancher fini, les montants, les chevrons, le revêtement, les planches à clin, les bardeaux, le stuc, le plâtre ou les cloisons sèches, les colonnes, les rampes, les portes et les fenêtres, la quincaillerie, les clous et la peinture pour deux couches extérieures étaient inclus dans la commande. Les systèmes de plomberie, d'électricité et de chauffage étaient disponibles moyennant des frais supplémentaires. Bien que le bois et la quincaillerie soient standardisés, les modèles ne le sont pas et les acheteurs sont encouragés à personnaliser leur commande. De nombreux modèles comportaient deux ou trois plans d'étage, et l'extérieur pouvait être fait de planches à clapets, de bardeaux, de stuc ou d'un cadre en brique. Les murs, les fenêtres et les portes pouvaient être déplacés, ajoutés ou éliminés. Des porches, des vérandas, des bacs à fleurs, des treillis, des balcons, des armoires encastrées et une variété de modèles de portes et de châssis étaient disponibles moyennant un supplément. »

## Livraison

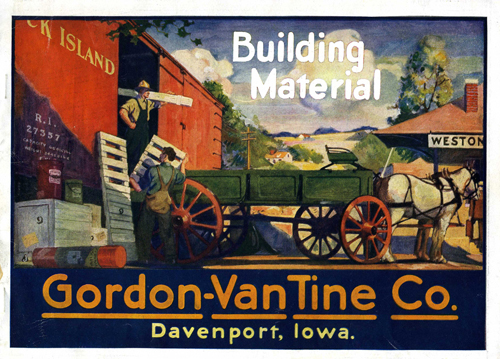
Couverture d'un catalogue. Les matériaux étaient amenés dans un wagon couvert dans une gare, l'acheteur devant ensuite prendre en charge l'acheminement

Selon la taille et le style du plan, les matériaux nécessaires à la construction d'une maison type (dont 10 000 à 30 000 pièces de bois et autres matériaux de construction) remplissaient un ou deux wagons couverts, qui étaient chargés à l'usine de la société et envoyés dans la ville du client, où ils étaient garés sur une voie de garage ou dans une cour de marchandises pour le déchargement. Une fois les matériaux arrivés, le client s'arrangeait pour qu'un charpentier ou un entrepreneur local assemble la maison sur un terrain lui appartenant. Si le client était habile, il pouvait assembler lui-même tout ou partie de la maison en quelques semaines ou quelques mois.
La qualité et l'apparence des maisons ainsi construites étaient identiques, voire supérieures, à celles des maisons construites selon les méthodes traditionnelles, mais elles étaient souvent beaucoup moins chères à construire en raison des économies réalisées sur les salaires des charpentiers et des entrepreneurs ; de plus, le coût du bois d'œuvre de haute qualité acheté auprès d'une grande entreprise de maisons en kit était souvent inférieur à celui du bois d'œuvre local. De plus, certaines entreprises, dont Sears, Montgomery Ward, Gordon-Van Tine et Harris Brothers, offraient des remises en espèces et des conditions hypothécaires généreuses. Pour la plupart des propriétaires, le coût total de la construction d'une maison en kit représentait environ le double du prix catalogue, compte tenu de la construction des fondations et des coûts de main-d'œuvre.

## Singularisation

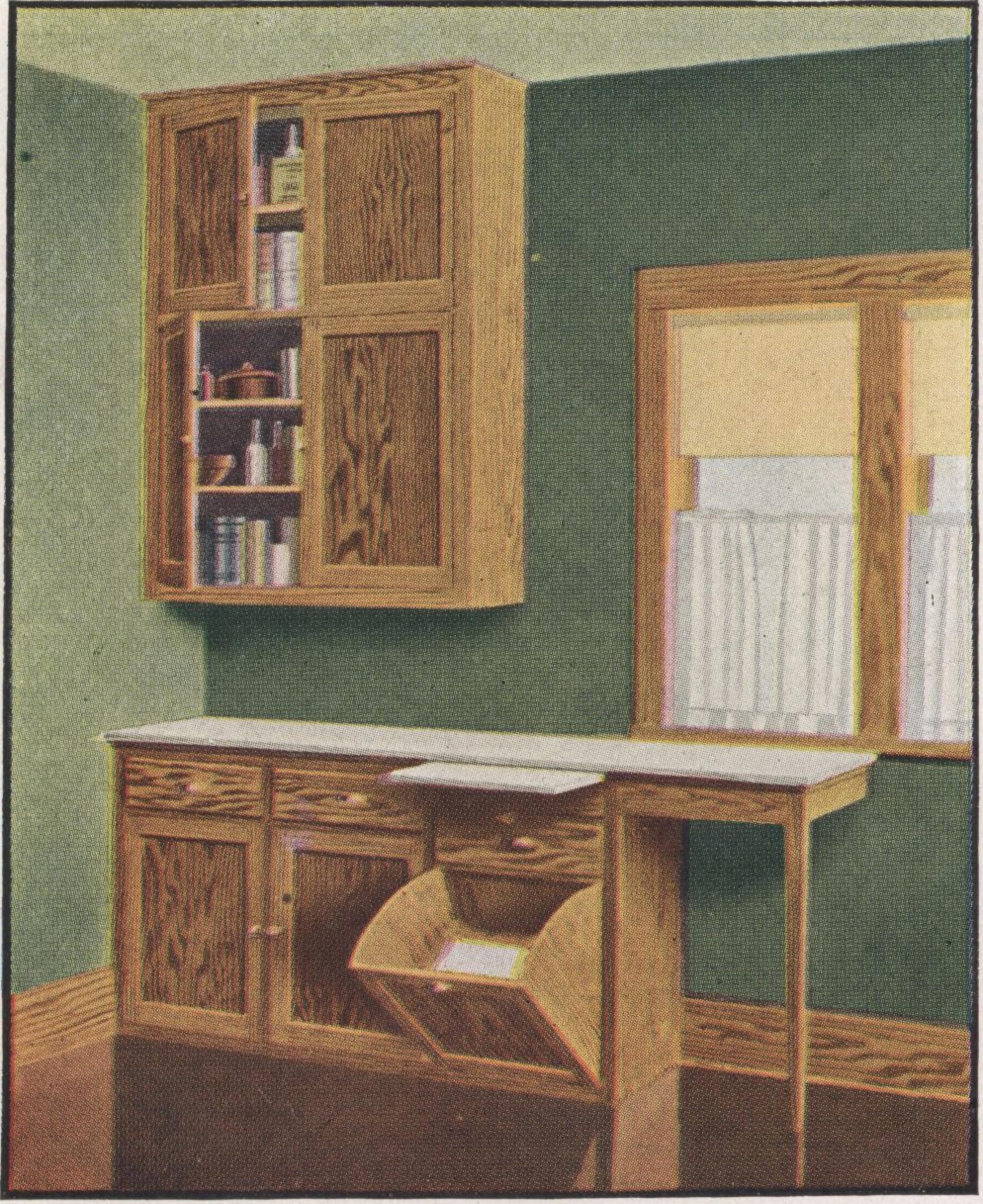
Intérieur d'une cuisine, 1921

En plus de leurs maisons prédécoupées, certaines sociétés ne vendaient que les plans (le client achetant tous les matériaux sur place) ou des versions non prédécoupées de leurs maisons (à un prix inférieur), laissant à l'acheteur le soin d'organiser la construction et les travaux de menuiserie. Selon les archives de Sears, l'entreprise encourageait ses clients à économiser de l'argent en commandant leur bois auprès des scieries locales. Sears voulait que leurs maisons soient rentables pour les acheteurs, ce qui signifiait souvent acheter les matériaux localement et non dans les quelques scieries Sears géographiquement éloignées.
En outre, certaines entreprises apportaient des modifications sur demande. Par exemple, Sears modifiait les maisons et le matériel selon les goûts des acheteurs. Les particuliers pouvaient même concevoir leur propre maison et soumettre les plans à Sears, qui expédiait alors les matériaux prédécoupés et ajustés appropriés, donnant ainsi au propriétaire le plein contrôle de sa créativité.
De plus, avec certaines entreprises, les acheteurs de maison pouvaient choisir la qualité des matériaux. Gordon-Van Tine offrait des rabais aux clients qui choisissaient un revêtement, une toiture, des portes, des fenêtres et des garnitures de moindre qualité. Sears offrait des maisons "Honor Built", avec les matériaux de la meilleure qualité, ainsi que des maisons "Standard Built" qui étaient "meilleures pour les climats plus chauds, ce qui signifie qu'elles ne retenaient pas très bien la chaleur", et des "Simplex Sectionals", faites de panneaux préfabriqués qui pouvaient être boulonnés ensemble, destinées à être utilisées comme structures temporaires ou maisons d'été.

## Publicité
La promotion des maisons en kit se faisait par le biais de catalogues disponibles dans les parcs à bois et les quincailleries, de catalogues de vente par correspondance publiés par de grands détaillants comme Sears et Wards, et d'annonces dans des magazines et journaux populaires dans les villes où les fabricants de maisons en kit avaient des bureaux de vente locaux. Dale Wolicki cite le Saturday Evening Post, National Geographic et Good Housekeeping comme exemples de magazines nationaux dans lesquels Gordon-VanTine a fait de la publicité. Les clients potentiels pouvaient prendre des dispositions pour inspecter des maisons en kit dans leur voisinage ou visiter l'usine d'une société pour voir des maisons modèles.
La facilité de construction et les économies réalisées grâce aux maisons en kit ont séduit de nombreux candidats à la propriété dans toutes les couches de la société, des ouvriers aux personnes aisées. Par exemple, en 1928, Walt Disney et son frère Roy ont construit deux maisons en kit fabriquées par Pacific Ready Cut Homes sur des terrains qu'ils possédaient dans le quartier de Silver Lake à Los Angeles.
La popularité des maisons en kit est attestée de manière détournée dans la comédie muette de 1920 intitulée La Maison démontable, avec Buster Keaton, qui montre Keaton en train de construire une maison en kit qui tourne mal.

## Situation actuelle
Dans l'après-guerre, le Tract housing (en) (construction de logements similaires, notamment pour les pavillons de banlieue) mit fin à la popularité des maisons en kit, mais il existe encore des fabricants comme Lindal Cedar Homes (en).

## Galerie

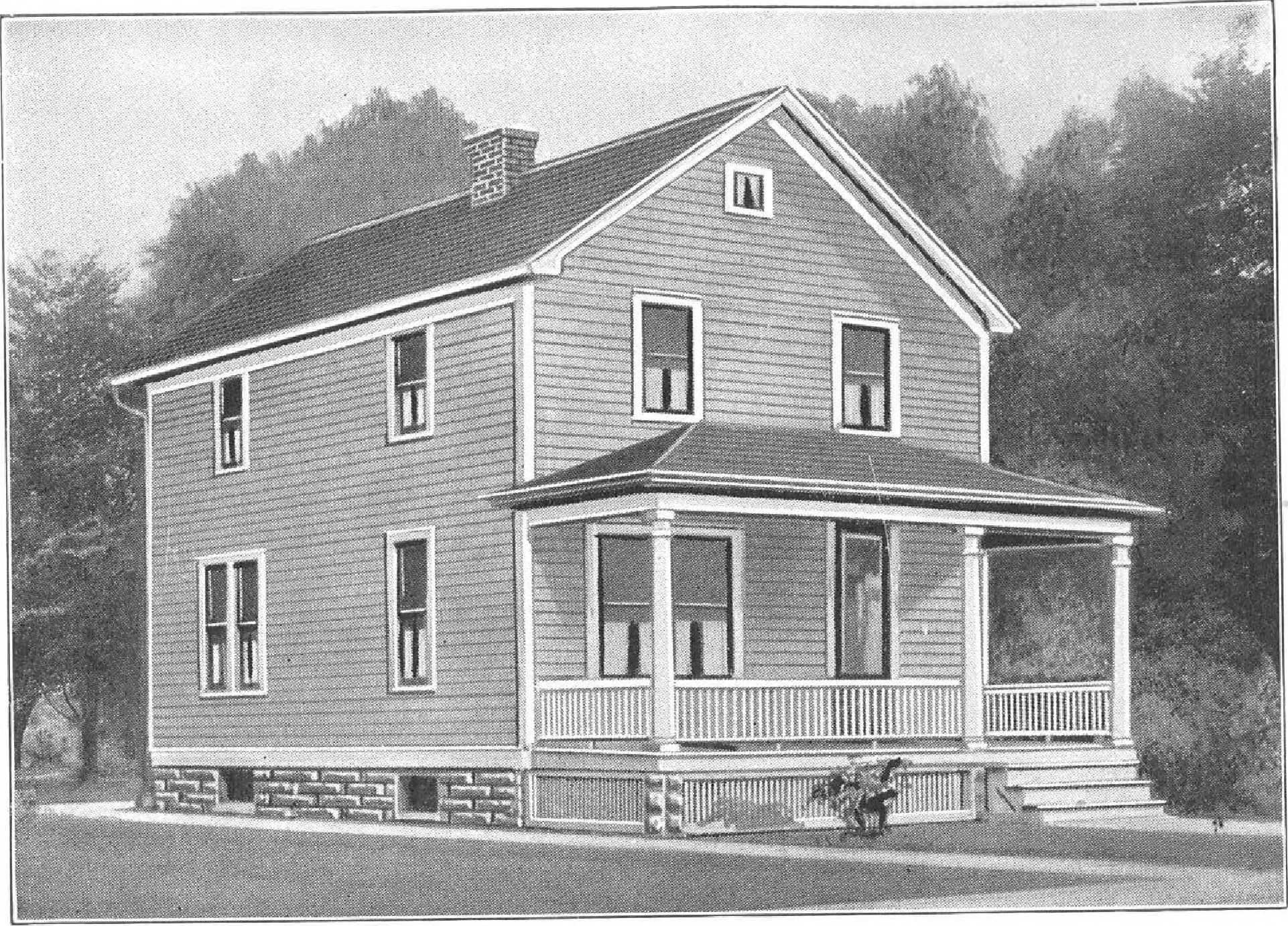
Extrait d'un catalogue de 1915
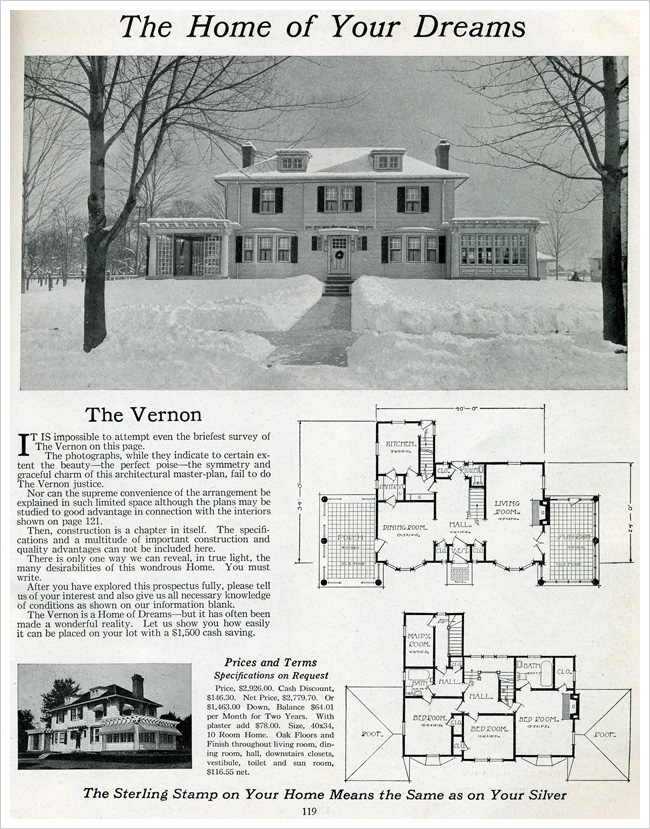
Publicité de 1916
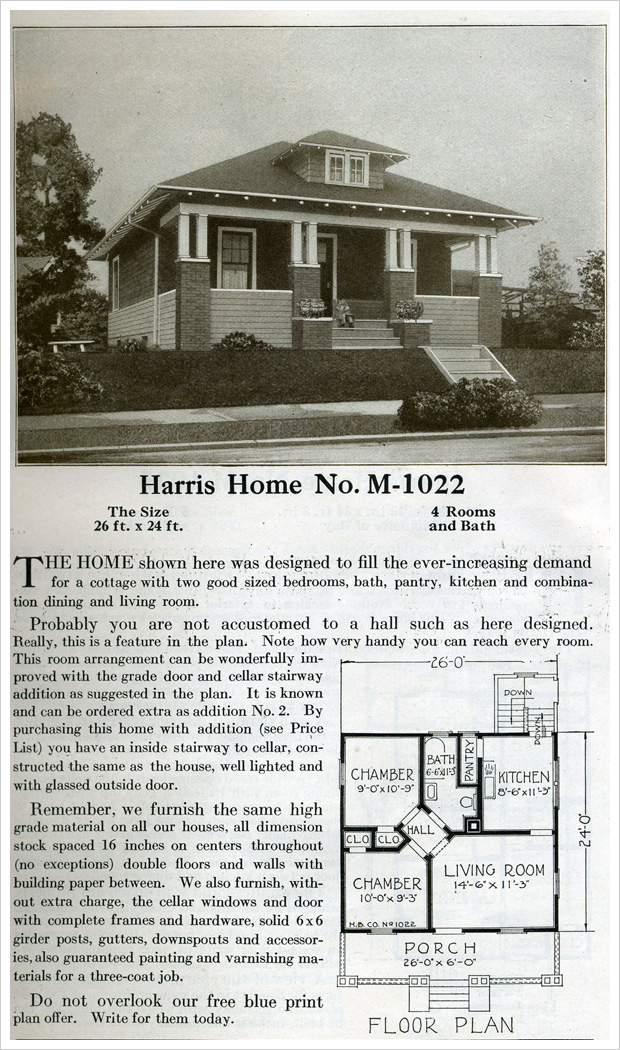
Publicité de 1920
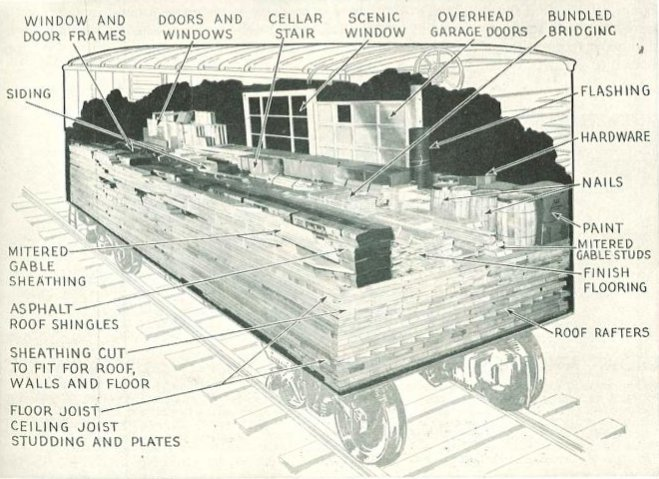
Composition d'un wagon couvert apportant les différents éléments à assembler
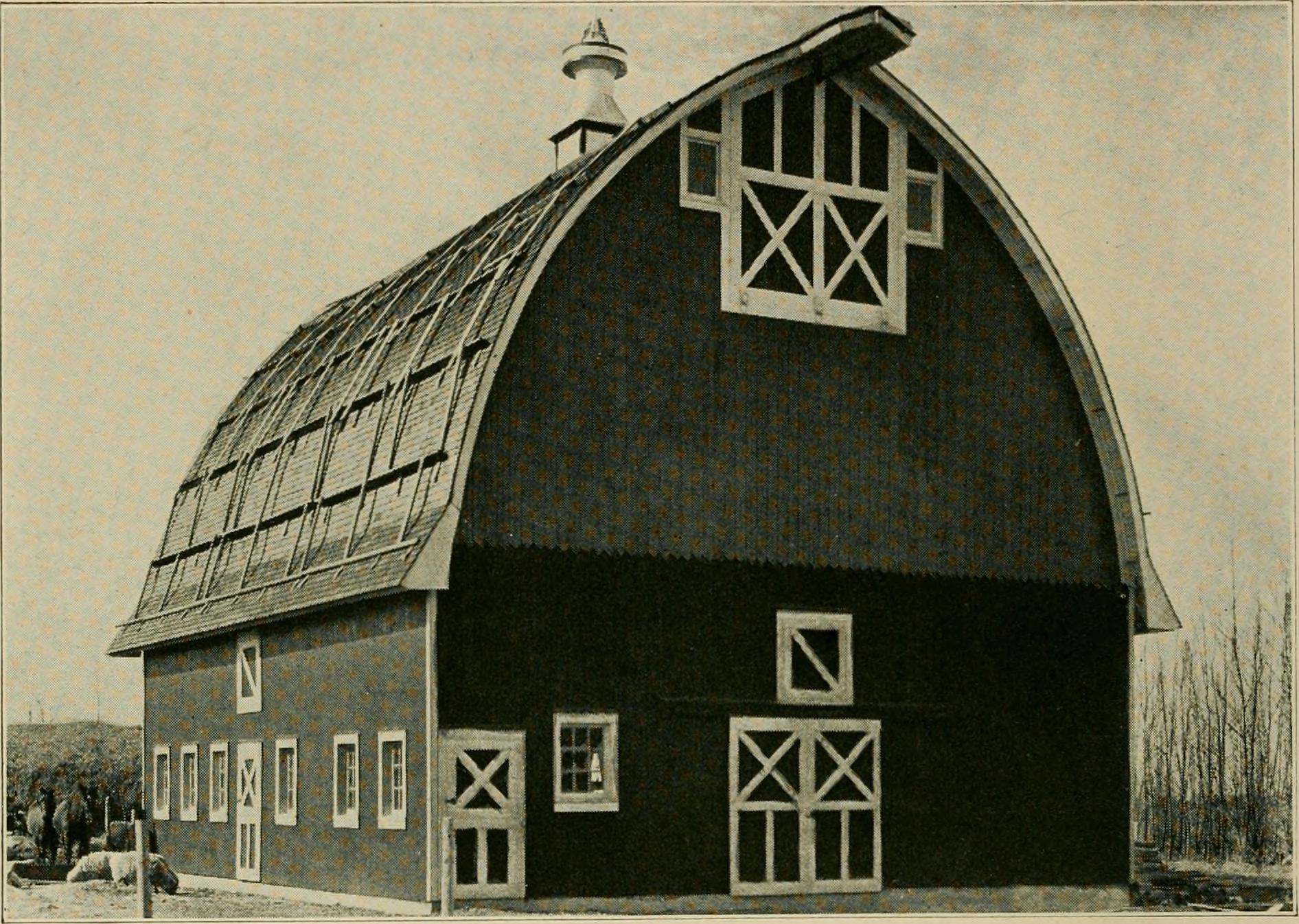
1919, grange en kit